# 雙溪何氏家族墓
雙溪何氏家族墓位於四川省遂寧市射洪縣，文物遺址年代判定為清。2012年7月16日公佈為第八批四川省文物保護單位。

## 簡介[2]
雙溪何氏家族墓位於四川省遂寧市射洪縣雙溪鄉鶴橋村2組何家山半坡，是何氏後人為其先祖何連攀夫婦修建的墓宅，坐南朝北，占地面積約500平方公尺。長方形土塚四周用條石層層圍砌，塚長7公尺，寬4公尺，高2.2公尺。塚前四方形碑樓建於清同治四年（1865），仿木石質結構，方形台基，滾龍抱柱，重簷攢尖頂，頂尖作葫蘆形，四角有抱鼓石，寬2.3公尺，高5公尺。碑樓四面有精美的浮雕花卉、鳥獸、人物、戲劇、龍鳳圖案共32幅，兩側還保存有圓雕石獅一對。雙溪何氏家族墓造型獨特，雕刻精美，對於研究清代墓葬和“湖廣填四川”移民史、四川人口發展史有重要價值。第三次全國文物普查新發現。